# Комплементан угао
Комплементан угао угла β је угао α који сабран с углом β даје прав угао (90° или 1rad·π/2). Сваки од углова α и β је комплементан угао оног другог, дакле говори се о пару комплементних углова.
Оштри углови у правоуглом троуглу су комплементарни (у Еуклидској геометрији). Ово проистиче из чињенице да је збир углова у троуглу 180°, а да је прав угао 90°. Стога је збир преостала два угла 90°.
Сам назив је од латинске речи complementum која потиче од речи completum што значи „допунити до пуног“.